# Marie Sophie de Courcillon
Marie Sophie de Courcillon (6 agosto 1713 – Parigi, 4 aprile 1756) è stata una nobile francese, duchessa di Rohan-Rohan e principessa di Soubise per matrimonio. Era la nipote di Philippe de Courcillon, meglio noto come il Marquis de Dangeau.  Fu per l'epoca una donna colta e tenne un salotto alla moda all'Hôtel de Soubise a Parigi. Fu ritratta da Nattier.

## Biografia

### Infanzia
Marie Sophie era l'unica figlia di Philippe Egon de Courcillon (1684–1719), marchese de Courcillon, e di sua moglie Françoise de Pompadour, duchessa di La Valette. Suo nonno paterno era Philippe de Courcillon, marquis de Dangeau, scrittore di memorie della corte di Luigi XIV.
Attraverso sua nonna paterna, la principessa Sofia di Löwenstein-Wertheim-Rochefort, era cugina dei langravi di Löwenstein-Wertheim, contea del Sacro Romano Impero, del langravio Ernesto Leopoldo d'Assia-Rheinfels-Rotenburg e di Charles Philippe d'Albert de Luynes, duca di Luynes; era inoltre cugina di secondo grado di Charles Louis d'Albert de Luynes, anch'egli scrittore di memorie della corte di Luigi XIV.

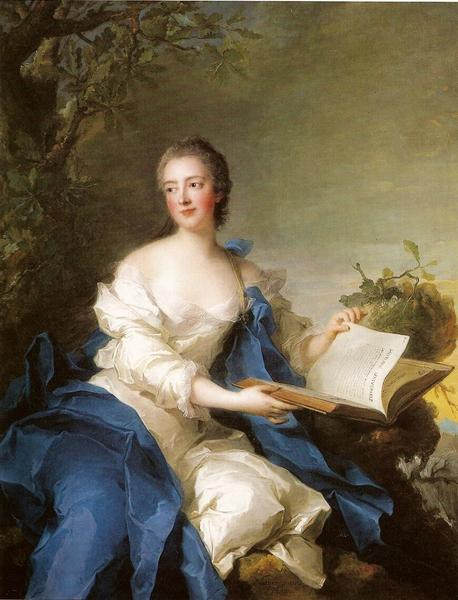
La principessa ritratta da Nattier nel 1741.

### Primo matrimonio
Si sposò la prima volta il 17 gennaio 1729 con Charles François d'Albert d'Ailly, figlio di Louis Auguste d'Albert de Luynes e di Marie Anne Romaine de Beaumanoir, divenendo duchessa di Pecquigny. 
La coppia ebbe una figlia morta in fasce e poco dopo, lo stesso Charles François morì e Marie Sophie rimase vedova a 17 anni.

### Secondo matrimonio
Il suo secondo marito fu Hercule Mériadec de Rohan, duca di Rohan, figlio di François de Rohan, principe de Soubise, e della bellissima Anne de Rohan-Chabot. Hercule Mériadec era vedovo, essendo morta nel 1727 la sua prima moglie Anne Geneviève de Lévis. La coppia si sposò a Parigi il 2 settembre 1732. 
Il duca di Rohan era un membro del casato di Rohan e aveva il prestigioso rango di prince étranger a Versailles. Ciò dava diritto a Marie Sophie, ad essere designata come "principessa di Rohan" (madame la princesse de Rohan) con l'appellativo di altezza.
La sposa aveva quarantaquattro anni in meno dello sposo e si legò alla nuora del marito, Louise de Rohan, principessa di Guéméné (1704–1780).
Per celebrare la loro unione, suo marito commissionò Germain Boffrand di riarredare l'interno dell'hôtel de Soubise, la residenza parigina dei Rohan, dove la moglie tenne un salotto alla moda.

### Vita a corte
Nel 1737, presentò alla corte di Versailles Anne Marie Louise de La Tour d'Auvergne, moglie di Carlo di Rohan-Soubise, nipote ed erede del marito.
Suo marito morì nel 1746 a Parigi e in seguito Marie Sophie divenne l'amante di Armand de Vignerot du Plessis, che aveva perso sua moglie Elisabetta Sofia di Lorena nel 1740.

### Morte
Morì a Parigi all'età di 42 anni e con lei la famiglia Courcillon si estinse. Fu sepolta il 7 aprile 1756 presso la chiesa de La Merci a Parigi,, luogo di sepoltura tradizionale della linea Soubise della casata di Rohan, in presenza dei nipoti del suo defunto marito, Ferdinand Maximilien Mériadec de Rohan, Arcivescovo di Bordeaux e Louis-René-Édouard de Rohan-Guéménée, cardinale de Rohan.

## Ascendenza
|                                        |   |                                                   | Genitori                                          |  |  | Nonni |  |  | Bisnonni            |  |  | Trisnonni             |  |
|                                        |   |                                                   |                                                   |  |  |       |  |  | Louis de Courcillon |  |  | Jacques de Courcillon |  |
|                                        |   |                                                   |                                                   |  |  |       |  |  | Louis de Courcillon |  |  | Jacques de Courcillon |  |
|                                        |   | Suzanne Baudrais                                  |                                                   |  |  |       |  |  | Louis de Courcillon |  |  |                       |  |
| Philippe de Courcillon                 |   |                                                   |                                                   |  |  |       |  |  | Louis de Courcillon |  |  |                       |  |
|                                        |   | Charlotte des Noues                               | …                                                 |  |  |       |  |  |                     |  |  |                       |  |
|                                        |   | Charlotte des Noues                               | …                                                 |  |  |       |  |  |                     |  |  |                       |  |
|                                        |   | Charlotte des Noues                               | …                                                 |  |  |       |  |  |                     |  |  |                       |  |
| Philippe Egon de Courcillon            |   | Charlotte des Noues                               |                                                   |  |  |       |  |  |                     |  |  |                       |  |
|                                        |   | Ferdinando Carlo di Löwenstein-Wertheim-Rochefort | Giovanni Teodoro di Löwenstein-Wertheim-Rochefort |  |  |       |  |  |                     |  |  |                       |  |
|                                        |   | Ferdinando Carlo di Löwenstein-Wertheim-Rochefort | Giovanni Teodoro di Löwenstein-Wertheim-Rochefort |  |  |       |  |  |                     |  |  |                       |  |
|                                        |   | Ferdinando Carlo di Löwenstein-Wertheim-Rochefort | Josine de La Marck                                |  |  |       |  |  |                     |  |  |                       |  |
| Sofia di Löwenstein-Wertheim-Rochefort |   | Ferdinando Carlo di Löwenstein-Wertheim-Rochefort |                                                   |  |  |       |  |  |                     |  |  |                       |  |
|                                        |   | Anna Maria di Fürstenberg                         | Egon VIII di Fürstenberg in Heiligenberg          |  |  |       |  |  |                     |  |  |                       |  |
|                                        |   | Anna Maria di Fürstenberg                         | Egon VIII di Fürstenberg in Heiligenberg          |  |  |       |  |  |                     |  |  |                       |  |
|                                        |   | Anna Maria di Fürstenberg                         | Anna Maria di Hohenzollern-Hechingen              |  |  |       |  |  |                     |  |  |                       |  |
| Marie Sophie de Courcillon             |   | Anna Maria di Fürstenberg                         |                                                   |  |  |       |  |  |                     |  |  |                       |  |
|                                        | … | …                                                 |                                                   |  |  |       |  |  |                     |  |  |                       |  |
|                                        | … | …                                                 |                                                   |  |  |       |  |  |                     |  |  |                       |  |
|                                        | … | …                                                 |                                                   |  |  |       |  |  |                     |  |  |                       |  |
| …                                      | … |                                                   |                                                   |  |  |       |  |  |                     |  |  |                       |  |
|                                        |   | …                                                 | …                                                 |  |  |       |  |  |                     |  |  |                       |  |
|                                        |   | …                                                 | …                                                 |  |  |       |  |  |                     |  |  |                       |  |
|                                        |   | …                                                 | …                                                 |  |  |       |  |  |                     |  |  |                       |  |
| Françoise de Pompadour                 |   | …                                                 |                                                   |  |  |       |  |  |                     |  |  |                       |  |
|                                        |   | …                                                 | …                                                 |  |  |       |  |  |                     |  |  |                       |  |
|                                        |   | …                                                 | …                                                 |  |  |       |  |  |                     |  |  |                       |  |
|                                        |   | …                                                 | …                                                 |  |  |       |  |  |                     |  |  |                       |  |
| …                                      |   | …                                                 |                                                   |  |  |       |  |  |                     |  |  |                       |  |
|                                        |   | …                                                 | …                                                 |  |  |       |  |  |                     |  |  |                       |  |
|                                        |   | …                                                 | …                                                 |  |  |       |  |  |                     |  |  |                       |  |
|                                        |   | …                                                 | …                                                 |  |  |       |  |  |                     |  |  |                       |  |
|                                        |   | …                                                 |                                                   |  |  |       |  |  |                     |  |  |                       |  |

## Titoli e trattamento
- 6 agosto 1713 - 17 gennaio 1729:  Sua Altezza, Mademoiselle de Courcillon
- 17 gennaio 1729 - 14 luglio 1731: Sua Altezza, la Duchessa di Pecquigny
- 14 luglio 1731 - 2 settembre 1732: Sua Altezza, la Duchessa vedova di Pecquigny
- 2 settembre 1732 - 26 gennaio 1749: Sua Altezza, la Principessa di Rohan
- 26 gennaio 1749 - 4 aprile 1756: Sua Altezza, la Principessa vedova di Rohan